# RevComm
株式会社RevComm（レブコム、英: RevComm,Inc.）は、東京都渋谷区に本社を置き、AI×Voice×Cloudのソフトウェア・データベースを提供するスタートアップ企業。
音声解析AI電話「MiiTel」、AI搭載オンライン会議解析ツール「MiiTel Meetings」、営業情報メディア「SalesHacker」を提供・運営している。

## 概要
主に、インサイドセールス市場や営業・コールセンター向けの営業支援ツール「MiiTel」、AI搭載オンライン会議解析ツール「MiiTel Meetings」、オウンドメディア「Sales Hacker」を開発・提供している。
2017年7月7日に代表取締役の會田武史により創設された。
本社は東京都渋谷区渋谷1-3-9 ヒューリック渋谷一丁目ビルに構えるが、フルリモート・フルフレックス体制で全国や海外の各地に社員がいることもあり、本社に集まる機会は少ない。
同社が提供する「MiiTel」は電話営業のブラック ボックス化問題を解決する、音声認識AIが搭載されたIP電話である。「MiiTel」は在宅勤務に適していることから、2020年1月に日本でも発生した新型コロナウイルス（COVID-19）の影響で問い合わせ数が増加。
緊急事態宣言下における事業継続や、早期のリモートワーク体制構築のために、オンライン営業に切り替えざるを得ない企業に対して無償提供を実施したことで利用者数を伸ばしている。

## サービス
RevCommでは、電話営業や顧客対応を可視化するIP電話「MiiTel」を開発・提供している。「MiiTel」は、全文自動文字起こし・話速や被り回数、沈黙回数などをAIで評価するシステムにより、電話営業の勝ちパターンを定量化し、電話営業の成果を飛躍的に向上させることができる。トーク内容を抜粋・共有することで教育工数の大幅削減や円滑な社内コミュニケーションなども見込める。また、「MiiTel」のAI解析機能をオンライン会議に用いた「MiiTel Meetings」も開発・提供しており、コミュニケーションの可視化による業務生産性の向上や、スキルの最大化に寄与している。

## 創業者/CEO
會田 武史（あいだ たけし） 
2011年三菱商事株式会社に入社 し、自動車のトレーディング、海外市場での販売/マーケティング施策の企画・立案・実行、クロスボーダーの投資案件・新会社設立、政府向け大口入札案件、M&A案件等に従事。2017年7月に株式会社RevCommを設立。

## 株主・出資者
2020年5月 資金調達時
- WiL Fund II, L.P.
- エン・ジャパン株式会社
- PERSOL INNOVATION FUND合同会社
- 株式会社ブイキューブ

2020年10月 資金調達時
- 株式会社NTTドコモ・ベンチャーズ
- KDDI株式会社
- 新生企業投資株式会社
- 株式会社ディープコア
- DNX Ventures
- ALL STAR SAAS FUND PTE. LTD.

## Innovation Growth Ventures株式会社
- 株式会社博報堂ＤＹベンチャーズ
- 三菱UFJキャピタル株式会社
- 株式会社ミロク情報サービス

2024年7月 資金調達時
- Salesforce Ventures

## 沿革
- 2017年  7月  7日 - 設立（9月創業）
- 2018年  8月 - オウンドメディア Sales Hacker をリリース
- 2018年10月 - MiiTelを正式リリース[5]
- 2019年  3月 - 1.5 億円 のプレシリーズ A ラウンド資金調達(累計総額1.82億円の調達) / 音声認識機能をリリース[6]

- 2019年  5月 - 「NVIDIA Inception Program」パートナー企業に認定
- 2019年  6月 - 導入企業数100社　1000ユーザー突破
- 2019年11月 - TechCrunch Tokyo優勝[7]

- 2020年  1月 - 導入企業数250社　3000ユーザー突破
- 2020年  3月 - シリーズAラウンド ファーストクロージング8億円調達
- 2020年 4月 - MiiTel Mobile（モバイルアプリ）をリリース
- 2020年  8月 - 累計10000ユーザー突破
- 2020年10月 - シリーズA資金調達のセカンドクロージング7億円調達[8]
- 2021年10月 - 経済産業省「J-Startup企業」として選定
- 2022年  7月 - AI搭載オンライン商談解析ツール「MiiTel for Zoom」を正式リリース
- 2023年1月 - コミュニケーション研究開発組織「レブコム・リサーチ（RCR）」を設立
- 2023年2月 - インドネシアに子会社を設立
- 2023年4月 - 米国の「Forbes AI 50 2023」にアジアで唯一選出
- 2023年5月 - 「MiiTel for Zoom」の機能拡充に伴い、AI搭載オンライン会議解析ツール「MiiTel Meetings」に名称変更
- 2024年12月 - 電話解析AI「MiiTel Phone」と「Kintone」の連携を強化。[9]

## 受賞歴
- 2018年12月 - IVS2018 Winter ピッチイベントLaunchPad3位入賞[10]
- 2019年  5月 - B-Dash Camp 2019 Spring in Sapporo 優勝[11]
- 2019年  5月 - AWS主催 Startup Architecture of the year 2019 ソリューションアーキテクト賞受賞
- 2019年  9月 - ICCサミット KYOTO 2019 スタートアップ・カタパルト4位入賞
- 2019年10月 - 第8回 日本HRチャレンジ大賞 奨励賞受賞
- 2019年11月 - TechCrunch Tokyo 優勝[12]
- 2019年11月 - 東京都主催 世界発信コンペティション サービス部門優秀賞受賞
- 2020年  1月 - Mizuho Innovation Award 2019受賞
- 2020年  2月 - 富士通アクセラレーターで最優秀賞獲得
- 2020年  2月 - かながわビジネスオーディション2020受賞
- 2020年11月 - Forbes JAPAN 日本の起業家2021 TOP20
- 2021年  3月 - Japan Venture Awards 2021 中小企業庁長官賞獲得
- 2021年  3月 - EY Innovative Startup 2021受賞
- 2021年10月 - 経済産業省「J-Startup企業」として選定[13]
- 2021年11月 - Forbes JAPAN 日本の起業家2021 TOP20[14]
- 2022年11月 - Forbes JAPAN 日本の起業家2022 TOP20[15]
- 2023年 4月 - 米国の「Forbes AI 50 2023」にアジアで唯一選出[16]
- 2023年 5月 - デロイト トーマツ「Technology Fast 50 2022 Japan」1位受賞[17]
- 2025年 1月 - CES® 2025 にてAI部門でイノベーションアワードを受賞[18]

## メディア掲載
- 2019年  7月29日 - Newspicks　【最新】仕事を圧倒的に効率化する、営業の秘密兵器
- 2019年10月  3日 - 日経新聞　「スゴ腕営業」の技をシェア　スタートアップが支援
- 2019年11月15日 - TechCrunch　TechCrunch Tokyo 2019バトル優勝は音声解析AI搭載IP電話サービスのRevComm
- 2019年11月18日 - 日経新聞　レブコム、テッククランチ東京2019で最優秀賞
- 2019年12月23日 - ダイヤモンドオンライン　「スタートアップトレンド2020」著名投資家50人が大胆予測！／前編【総予測2020】
- 2019年12月23日 - 朝日新聞デジタル　ビザスクlite 企業利用の利便性を高める新機能「チームプラン」を提供開始
- 2020年  1月16日 - ダイヤモンドオンライン　電話営業のトークをAI解析、スタートアップ企業コンテストで賞を総なめ
- 2020年  2月17日 - TechCrunch　Google for Startups Acceleratorが国内でスタート、空やRevcommが選出
- 2020年  2月19日 - 東洋経済オンライン　不動産の｢来店不要取引｣がいま俄然注目の訳
- 2020年  5月26日 - テレビ朝日系　スーパーJチャンネル
- 2020年  6月  1日 - 日経新聞　「新常態」の課題　スタートアップが解決
- 2020年  6月  1日 - テレビ東京系　モーニングサテライト
- 2020年  6月  3日 - テレビ朝日系　グッドモーニング
- 2020年  8月17日 - 週刊東洋経済　「すごいベンチャー１００」
- 2020年  8月24日 - 日経新聞　レブコム代表　会田 武史氏 営業電話、AIで採点
- 2020年10月  4日 - 日経新聞　レブコム、7億円調達 通信大手と連携
- 2020年10月  5日 - TechCrunch　営業電話やサポセン、社内会議をAI搭載IP電話で円滑にするMiiTel開発のRevCommが総額15億円調達
- 2020年10月13日 - The Japan Times 　Hunting for unicorns: Japan startups see hope on horizon
- 2020年10月17日 - 東洋経済オンライン　通信3社が相乗り出資､AI電話ベンチャーの挑戦 営業電話を解析する独自エンジンを開発
- 2020年10月20日 - 日経産業新聞　スタートアップ金融 調達ファイル（10月5〜12日）
- 2020年10月28日 - 日刊工業新聞　レブコム、シンガポールに拠点　音声解析ＡＩ電話を開発・販売
- 2020年11月13日 - 日経産業新聞　電話営業AIが採点
- 2020年11月24日 - 週刊エコノミスト　転職戦線ケーススタディ「未来の大企業」
- 2020年11月26日 - Forbes JAPAN　Forbes JAPANが、日本の起業家ランキング 2021を発表！
- 2021年  1月20日 - Tech Crunch レブコムがオンライン商談の会話をAIにより解析・可視化する新サービス「MiiTel Live」開始
- 2021年  1月20日 - 日本経済新聞　商談AI分析のレブコム、ビデオ会議にも対応
- 2021年  1月21日 - Forbes JAPAN　発表「CLOUD TOP10」 優れたクラウド・スタートアップ1位は？
- 2021年  2月24日 - NHK おはよう日本　おはBiz リモートの気持ちが見える！？
- 2021年  3月  9日 - テレビ朝日 スーパーJチャンネル　“テレワーク技能”採点ソフト コロナで利用者6倍に
- 2021年  5月17日 - 日本経済新聞　越境ワークでキャリア継続　レブコム、海外から東京勤務
- 2021年  6月16日 - 日本経済新聞　商談分析AIのレブコム、フィリピンなどに進出
- 2021年  7月  5日 - 日本経済新聞　70歳まで雇用、業務委託も選択肢　シニアの働き方柔軟に  70歳定年時代㊤
- 2021年  9月16日 - 日経ビジネス　転職市場で50代が活況
- 2021年11月10日 - 日本経済新聞　ズーム会話を文章化　レブコム、22年にAIシステム
- 2021年11月25日 - Forbes JAPAN　新世代が大躍進！　Forbes JAPAN「日本の起業家ランキング2022」
- 2022年  1月17日 - 日経産業新聞   遠隔商談の把握、SaaSが裏方　技術競うスタートアップ
- 2022年  1月28日 - 日経クロステック  東京都が急ピッチに進める保健所のデジタル武装、4カ月間でここまで変わった
- 2022年  2月  8日 - 日本経済新聞   電話相手の声から感情分析　レブコムがAIシステム開発
- 2022年  2月10日 - 日経産業新聞   プレミアG、ローン回収効率化　AIで通話解析　会話の速さ調整
- 2022年  2月17日 - 日経コンピュータ   ニュース＆リポート　東京の保健所がコロナ対応強化　患者との通話内容をAIで分析
- 2022年  3月18日 - 日経ビジネス   パワハラ大国ニッポン　PART3 対策の現場を見る　撲滅に奇策なし　愚直に取り組む3要素
- 2022年  5月31日 - 日刊工業新聞   レブコム、九州工大と対話解析技術で共同研究
- 2022年 7月15日 - 日経産業新聞 消費者の「心」製品に生かす
- 2022年 9月12日 - 日経産業新聞 「声」で働き方変える　ボイステックスタートアップ成長
- 2022年11月18日 - 日経MJ 睡眠時間だってフレックス　働き方フリーで眠り方もフリーに
- 2022年11月25日 - Forbes JAPAN　発表！　Forbes JAPAN「日本の起業家ランキング2023」
- 2022年12月 5日 - 日経クロストレンド 発表！「未来の市場をつくる100社」　23年に飛躍する企業を大予測
- 2023年 2月22日 - 日本経済新聞電子版 電話商談解析のレブコム、インドネシア法人を設立
- 2023年 3月 8日 - 日経クロストレンド 「ChatGPT」登場でAIベンチャーに再脚光　WiL久保田氏が注目する7社
- 2023年 3月 9日 - 日本経済新聞電子版 音声要約サービス、新興勢が相次ぎ開発　生成AI活用
- 2023年 5月 6日 - TOKYO MX クラウドダンディ